# Josep Porqueras i Carreras
Josep Porqueras i Carreras (Lleida, 1858 - 1912) fou un lingüista, farmacèutic i professor de l'Institut de Segon Ensenyament de Lleida.
Es llicencià en farmàcia, el 1884, per la Universitat de Barcelona i el 1889 assolia la llicenciatura de filosofia i lletres a la mateixa universitat. Guanya, per oposició, la càtedra de llengua francesa a l'Institut de la seva ciutat, tasca que exercí fins a la seva mort. És autor d'una Gramàtica francesa que conegué dues edicions. També d'un Programa de Lengua Francesa, publicat el 1891.

## Obra
- Gramática francesa teórico-práctica. Lleida: Josep Sol, 1891.